# Композиты с металлической матрицей
Композиты с металлической матрицей (англ. metal matrix сomposites) — композиты, матрицей в которых является металл или металлический сплав.

## Описание
Композиты с металлической матрицей разделяют на армированные волокнами (волокнистые композиты) и наполненные тонкодисперсными частицами, не растворяющимися в основном металле (дисперсно-упрочненные композиты).
Волокнистые композиты с металлической матрицей имеют два основных преимущества по сравнению с более распространенными композитами с полимерной матрицей: они могут использоваться при значительно более высоких температурах и более эффективны в относительно малогабаритных сильно нагруженных элементах конструкций. Последний факт определяется возможностью существенно сократить массу стыковочных элементов конструкций благодаря большей прочности металлической матрицы по сравнению, например, с полимерной, и технологичностью обработки композитов с такой матрицей (возможность использования резьбовых соединений и т. д.).
Волокна в КММ несут основную нагрузку, при этом длина передачи нагрузки в такого типа композитах много меньше соответствующей длины в композитах с полимерной матрицей в силу больших возможных касательных напряжений в матрице (при условии достаточно прочной связи на границе раздела волокна и матрицы). Это обстоятельство сказывается положительным образом на прочностных свойствах композита в силу масштабной зависимости прочности волокна. Возможны также ситуации, в которых взаимодействие волокна и матрицы существенно повышает эффективную прочность волокна, в результате реальная прочность композита оказывается выше величины, полученной при использовании результатов испытаний отдельных волокон. Такого типа эффекты делают волокнистые КММ перспективными материалами. Важной особенностью КММ с пластичной металлической матрицей является возможность конструирования структур с хрупкими волокнами, трещиностойкость которых превышает трещиностойкость неармированной матрицы.
Типичными композитами с металлической матрицей являются бороалюминий (волокно бора — матрица на основе алюминиевых сплавов), углеалюминий (композиты с углеволокном), композиты с волокном карбида кремния в титановой или титан-алюминидной матрице, а также с оксидными волокнами в матрице на основе никеля. Последние позволяют существенно поднять (до 1200 °С) рабочую температуру жаропрочных материалов.
В отличие от волокнистых композитов, в дисперсно-упрочненных материалах матрица является основной несущей нагрузку составляющей, а дисперсные частицы тормозят движения дислокаций, повышая предел текучести и прочность материала. Высокая прочность достигается при размере частиц 10—500 нм при среднем расстоянии между ними 100—500 нм и равномерном их распределении в матрице. Дисперсно-упрочненные композиты могут быть получены на основе большинства применяемых в технике металлов и сплавов.
Основные приложения КММ в настоящее время — аэрокосмические конструкции, в будущем они могут заменить металлические сплавы во многих наземных приложениях, в том числе в автомобильной технике.